# هی‌هی
هِی‌هِی، روستایی است از توابع بخش مرکزی شهرستان قوچان در استان خراسان رضوی ایران.

## جمعیت
این روستا در دهستان شیرین دره قرار داشته و براساس سرشماری سال ۱۳۹۵ جمعیت آن ۱۲۹۶ نفر (۴۰۲ خانوار، ۶۲۷ مرد و ۶۶۹ زن) بوده است.

## محدوده‌
محدوده‌ی روستا از ابتدای میدان بیت‌المقدس آغاز شده و تا محور کمربندی قوچان ادامه می‌یابد؛ که در حد فاصل بین قوچان و روستاهای مهمی چون مزرج و بادخور که مقصد توریستی اهالی قوچان است قرار دارد.

## وجه تسمیه
به گفته‌ی معمرین روستا، زمانی که خان قوچان در حال گذر از این روستا بوده به ناگهان یاد گذران عمر و ایام شباب خود و ناخودآگاه از سوز دل گفته است «هی، هی»؛ هم اکنون نیز این اصطلاح در بین اهالی قوچان مرسوم است.

## زبان و گویش
اهالی آن به زبان ترکی سخن گفته که دارای لهجه‌ای متفاوت‌تر از سایر ترک زبانان خراسان است؛ به‌طور مثال برخی خانواده‌های ترک زبان روستا به جای تلفظ واژهای اَل، اَت، اِو، واژگان را به صورت اِل، اِت، اُوی، تلفظ می‌کنند.

## محورهای مواصلاتی
محورهای مواصلاتی منطقه گردشگری هفت‌تپه، روستاهای یوسف‌خان و دربادام و مزرج از این روستا گذر می‌کند.

## دیگر نکات
بخش ابتدایی روستای هِی‌هِی تحت عنوان کوی امیرالمومنین به شهر قوچان ملحق شد.
میدان دام و احشام شهرستان قوچان که در زبان عامه مردم از آن به «مال بازاری» یاد می‌شود، در این روستا قرار دارد.
در سال ۱۳۹۸، کلانتری ۱۲ قوچان از محل قدیم خود، واقع در میدان فلسطین، به این روستا منتقل شد.